# 순위도
순위도(巡威島)는 황해도 남단에 있는 섬으로, 면적은 26.5km2, 최고점은 173m이다. 1~2km의 좁은 수로(水路)를 통해 강령반도의 등산곶(登山串)과 맞닿아 있다. 북서쪽에는 어화도(漁化島), 북동쪽에는 용호도(龍湖島)가 있다. 섬의 모양은 동북-남서축의 타원형 모양이다.
본래 행정구역상 황해도 옹진군 흥미면(興嵋面)에 속하여 창암리(蒼巖里)·예진리(禮津里)의 2개 리가 있었으나, 현재는 휴전선 이북에 있어 황해남도 강령군에 속해 있다.